# Kritias
Kritias z Aten (stgr. Κριτίας Kritias, łac. Critias; ur. ok. 460 p.n.e. – zm. 403 p.n.e.) – starogrecki polityk, filozof i literat, zaliczany do sofistów. Był także autorem tragedii i poezji elegijnej. Spokrewniony z nim Platon poświęcił mu zachowany częściowo dialog Kritias. Występuje też we wcześniejszym Timaiosie.
Był uczniem Gorgiasza i Sokratesa, którego wraz z Alkibiadesem dość szybko opuścił uznawszy, że opanował umiejętności polityczne i że głoszona przezeń nauka może mu tylko stanąć na przeszkodzie w realizacji ambicji politycznych. Jako członek i fanatyczny zwolennik oligarchii i nieprzejednany przeciwnik demokracji został skazany na wygnanie w czasie rządów demokracji. Po jej upadku w Atenach (404 p.n.e.) został przywódcą 30 tyranów i zasłynął z bezwzględności i okrucieństwa, skazując na śmierć około 1500 osób za sprzyjanie demokracji. Przytaczano (Historia grecka, księga II, rozdział 3, § 56) śmiałe zawołanie Teramenesa, który – zmuszony do wypicia cykuty – wzniósł przed śmiercią toast: „Na zdrowie pięknego Kritiasa!”. To on przyczynił się pośrednio do śmierci Sokratesa (399 p.n.e.), któremu zarzucano niewiarę w bogów i psucie młodzieży, ale głównie widziano w nim nauczyciela wrogów demokracji.
Zginął w czasie walk z powstańcami Trazybulosa pod Munichią.

## Prawo natury
Z filozofii Hippiasza i Antyfonta Kritias przejął rozróżnienie natury (φύσις, physis) i prawa (νόμος, nomos), wyprowadził z niego jednak zupełnie odmienne wnioski. Zarówno Hippiasz, jak i Antyfont widzieli w naturze ludzkiej podstawy dla egalitaryzmu i kosmopolityzmu. Kritias natomiast gloryfikował nierówność, siłę i dominację wybitnych jednostek. Prawo natury oznacza u niego panowanie silniejszych nad słabszymi.
Zarówno prawo, jak i bogowie zostali wymyśleni, aby zapanować nad przemocą, panującą pierwotnie między ludźmi. Prawo powstrzymywało ludzi jedynie od jawnego stosowania przemocy, dlatego też wymyślono wszystkowiedzących bogów, karzących i osądzających ludzi. To strach przed bogami i siła stojąca za prawem są więc podstawą społeczeństwa. Są to jednak mniemania, przeznaczone dla ludzi słabych, a które filozof powinien odrzucić. Jedynym prawem, którego człowiek powinien przestrzegać, jest prawo natury, oparte na jego instynktach i potrzebach.